# Erasmo Valencia
Erasmo Valencia Arango (Santa Rosa de Cabal, Viejo Caldas, 1893-1949) fue un político, periodista y líder campesino colombiano. Conocido por las luchas por la posesión de la tierra en la región del Sumapaz entre Cundinamarca y Tolima.

## Biografía
Nacido en el Viejo Caldas. Dirigió desde 1924, las luchas campesinas por las tierras en las regiones de Sumapaz y Tequendama, en Cundinamarca (Cabrera, Pandi, San Bernardo y Venecia) y el oriente del Tolima (como en Cunday e Icononzo), junto a dirigentes de otras regiones como Manuel Quintín Lame. Para que los terrenos baldíos de los latifundistas, fueran recuperados por el Estado y adjudicados a los labriegos, además de dirigir tomas de terrenos, fundando para este fin la Sociedad Agrícola de la Colonia de Sumapaz, que llegó a tener 6000 miembros Fundo y publicó entre 1925 y 1937 el periódico Claridad, donde se publicaba la prensa obrera y campesina.
Fue miembro del Partido Socialista Revolucionario entre 1919 y 1925. Luego de ser expulsado del partido, fundaría el Partido Agrario Nacional (PAN) en 1928 y diputado a la Asamblea de Cundinamarca en 1935, y de Asamblea del Tolima en 1937 en representación de dicho partido. En 1928 conoció a Juan de la Cruz Varela con quien continuaría la lucha por las tierras.
Para 1933 fue objeto de un proceso judicial en su contra. Coincidirá con la Unión Nacional Izquierdista Revolucionaria (UNIR) de Jorge Eliécer Gaitán y en las luchas de los obreros colombianos con el líder del Partido Comunista Ignacio Torres Giraldo, y el movimiento sindical impulsado por el Partido Liberal durante el gobierno de Eduardo Santos, y en 1942 fue elegido concejal de Bogotá.

## Homenajes
- Un colegio de la localidad de Sumapaz (Bogotá), lleva su nombre.[30][31]